# Vicenç Maria Rosselló i Verger
Vicenç Maria Rosselló i Verger (Palma, 1931) és un geògraf mallorquí. Estudià Ciències Naturals a la Universitat de Barcelona i es llicencià (1958) en Filosofia i Lletres, especialitat d'Història. El 1964 es doctorà per la Universitat de València amb la tesi Mallorca: el Sur y Sureste (1964). S'ha especialitzat en geografia física, sobretot en l'estudi de les albuferes i dels litorals desenvolupats durant el quaternari a Mallorca, a Múrcia i al País Valencià. És col·laborador de la Gran enciclopèdia catalana.
Entre 1967 i 1969, fou catedràtic de la Universitat de Múrcia i, des de 1969, ho és de Geografia de la de València. Ha estat degà (1975-76) de la Facultat de Filosofia i Lletres, director (1979-84) del servei de publicacions i vicerector (1981-84) d'extensió universitària i d'estudiants, de la Universitat de València. Fou (1981-84) conseller de la Institució Alfons el Magnànim de la Diputació Provincial de València i és (des de 1987) director de l'Institut de Geografia de la Institució Valenciana d'Estudis i Investigació. Ha estat guardonat amb els premis Cerdà Reig de la Diputació Provincial de València (1966) i Jaume I de l'Institut d'Estudis Catalans (1968). El 2003 va rebre el Premi Ramon Llull. El 1961 apareix com a subscriptor del llibre de Josep Sureda i Blanes, El paisatge d'Artà.

## Obres
- El litoral valencià (1969)
- Estudios sobre centuriaciones romanas en España (1974)
- Evolución urbana de la ciudad de Murcia (1975)
- Les Illes Balears. Resum geogràfic (1977)
- Geografía de la provincia de Alicante (1978)
- Cinquanta-cinc ciutats valencianes (1985)
- Geografía humana del País Valenciano (1990)
- L'Albufera de València (1994)
- Geografia del País Valencià (1995)
- Agrimensors i plànols parcel·laris a les Illes Balears (1857-1862) (2011)
- El mapa del canonge Despuig i els camins de Llucmajor (2022)